# Tadeusz Beyer
Tadeusz Beyer (ur. 31 grudnia 1906 w Łodzi, zm. 25 maja 1977) – chemik, specjalista w zakresie włókien chemicznych, krajoznawca, turysta górski.
Z wykształcenia chemik, pracował w przemyśle włókien chemicznych, początkowo w Centralnym Zarządzie Przemysłu Włókien Sztucznych, a później – aż do przejścia na emeryturę w 1971 r. – w Biurze Projektów i Realizacji Inwestycji Przemysłu Włókien Chemicznych jako rzeczoznawca i konsultant kontraktów zagranicznych. Turystykę górską zaczął uprawiać i do PTT wstąpił w latach 20. XX w., wprowadzony przez starszego brata, Czesława Bajera. Słynny był ich wspólny rajd przez całe pasmo Karpat Polskich od Czarnohory po Beskid Śląski.
Podczas wojny działał w ZWZ i AK na terenie powiatu skierniewickiego. Po wojnie włączył się w prace reaktywowanego Oddziału PTT, a od 1951 r. – PTTK. Był członkiem pierwszej Komisji Turystyki Górskiej przy Zarządzie Okręgu PTTK w Łodzi a następnie wieloletnim przewodniczącym Terenowego Referatu Weryfikacyjnego Górskiej Odznaki Turystycznej GOT. Jako jeden z pierwszych w Łodzi uzyskał uprawnienia Przodownika Turystyki Górskiej na wszystkie grupy górskie.
W 1975 r. został mianowany Honorowym Przodownikiem Turystyki Górskiej.
W latach 50. XX w. organizował wiele wycieczek i rajdów górskich, głównie dla pracowników Centralnego Zarządu Przemysłu Włókien Sztucznych.
Odznaczony był m.in.
- Krzyżem Kawalerskim Orderu Odrodzenia Polski,
- Złotą Odznaką „Zasłużony Działacz Turystyki”,
- Złotą Honorową Odznaką PTTK,
- Medalem 100-lecia Turystyki Polskiej,
- Medalem XXV-lecia Oddziału PTTK w Łodzi.

Zmarł po długiej chorobie 25 maja 1977 r. Został pochowany na Starym Cmentarzu przy ul. Ogrodowej w Łodzi.